# میکروباتیک

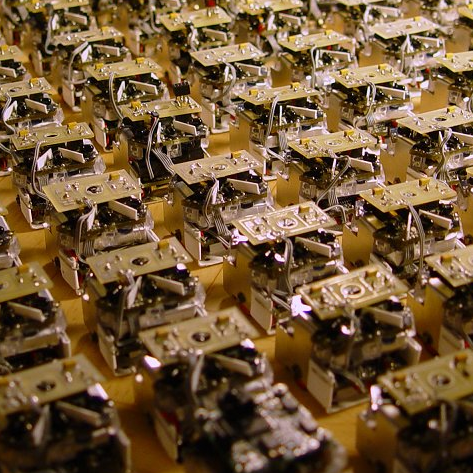
مینی‌روبات‌های یاس با ابعاد کوچکتر از 3 cm در عرض

میکروباتیک یا میکرو روباتیک (به زبان انگلیسی: Microbotics) شاخه‌ای از روباتیک است که با مطالعه و کاربری روبات‌های مینیاتوری مانند روبات‌های متحرک در ابعاد میکرومتر سر و کار دارد. این اصطلاح همچنین می‌تواند برای رباتهایی که قابلیت به کار گیری قطعات در ابعاد میکرومتر را دارند استفاده شود. میکروباتیک دستکاری روباتیک اشیاء با ابعاد مشخصه در محدودهٔ میلی‌متر به میکرومتر و همچنین طراحی و ساخت عوامل روباتیک با ابعاد مشخصهٔ مشابه را شامل می‌شود.

## تاریخچه
میکرو روبات‌ها با ظهور میکروکنترلرها در دههٔ آخر قرن بیستم و پیدایش سیستم‌های مکانیکی مینیاتوری سیلیکونی (MEMS) متولد شدند. البته بسیاری از میکرو روبات‌ها به جز در حسگرها از سیلیکون در قطعات مکانیکی خود استفاده نمی‌کنند. اولین تحقیقات و طراحی‌های مفهومی از چنین روبات‌های کوچکی در اوایل دههٔ هفتاد میلادی به عنوان تحقیقات محرمانه در سازمان‌های اطلاعاتی آمریکا صورت گرفتند. کمک به نجات اسیران جنگی و ماموریت‌های شنود الکترونیکی اطلاعات از جمله کاربردهایی بود که در آن زمان برای این روبات‌ها در نظر گرفته شده بود. پیش‌زمینهٔ فناوری‌های کوچک‌سازی هنوز به صورت کامل توسعه نیافته بودند، بنابراین ساخت یک نمونهٔ اولیه به کندی پیش می‌رفت. از سال ۲۰۰۸ میلادی، کوچکترین میکرو روبات‌ها از دستگاه‌های میکروالکترومکانیکی استفاده می‌کنند که انرژی الکتریکی را به حرکت خطی تبدیل می‌کنند.
توسعهٔ ارتباطات بی‌سیم، به خصوص وای-فای، ظرفیت ارتباطی میکروبات‌ها را تا حد زیادی افزایش داده‌است. این افزایش ارتباطات باعث افزایش هماهنگی میکروبات‌ها برای انجام کارهای پیچیده‌تر نیز شده‌است. از جمله تحقیقات اخیر انجام شده در رابطه با ارتباطات بین میکروبات‌ها، یک گروه ۱۰۲۴تایی از روبات‌ها در دانشگاه هاروارد است که خود را به شکل‌های گوناگون درمی‌آورد.

## ملاحظات طراحی
در حالی که میکرو پیشوندی است که معمولاً به معنی «کوچک» تلقی می‌شود، استفاده از این پیشوند با توجه به استانداردهای طولی از سردرگمی جلوگیری می‌کند. در نتیجه یک میکرو روبات دارای ابعاد مشخصه در یا کوچکتر از یک میلی‌متر است، یا قابلیت دستکاری اجزا با ابعاد ۱ تا ۱۰۰۰ میکرومتر را دارد.
استفاده از میکروبات‌ها به ابزارهای پیشرفته و حسگرهایی نیازمند است که در مقیاس میکرو کار می‌کنند. اما مقیاس‌بندی پدیده‌های فیزیکی حتی یک دستکاری ساده را هم چالش‌برانگیز می‌کند. نحوهٔ حرکت میکروبات‌ها تابعی از هدف و اندازهٔ آن‌هاست. در اندازه‌های کوچکتر از میلی‌متر، دنیای فیزیک نیازمند راه‌های عجیبی برای حرکت است. عدد رینولدز برای روبات‌های پرنده تقریباً برابر با یک است؛ در واقع «پرواز» در این روبات‌ها به حای اصل برنولی، از گرانروی هوا استفاده می‌کند. روبات‌هایی که در مایعات حرکت می‌کنند ممکن است مانند نوع متحرک باکتری E. coli، به تاژکهای چرخشی احتیاج داشته باشد. حرکت جهشی از لحاظ مصرف انرژی بسیار کارآمد است و به روبات این اجازه را می‌دهد که بر روی سطوح مختلف حرکت کند.
یکی از چالش‌های عمده در توسعه میکروبات‌ها حرکت به وسیلهٔ یک منبع قدرت بسیار محدود است. میکروبات‌ها می‌توانند از یک باتری کوچک بسیار سبک وزن مانند یک باتری دکمه‌ای استفاده کنند یا و انرژی مورد نیاز خود را در قالب ارتعاشات یا انرژی نور از محیط اطراف تأمین کنند. مثلاً سلول‌های خورشیدی می‌توانند در روبات کار گذاشته شوند که نور خورشید یا منابع دیگر را به انرژی مفید تبدیل کنند. برای تأمین انرژی و به کار انداختن روبات، می‌توان آن را در یک میدان مغناطیسی بیرونی قرار داد. همچنین میکروبات‌ها می‌توانند از موتورهای زیستی، مانند Serraria marcescens تاژکدار، برای استخراج قدرت از مایع موجود در محیط اطراف استفاده کنند. منبع قدرت روبات باید باتوجه به کاربرد آن انتخاب شود. برای مثال روباتی که با استفاده از دستگاه گردش خون در بدن انسان حرکت می‌کند، می‌تواند از گلوکز موجود در خون برای حرکت استفاده کند.

## کاربردها
میکروبات‌ها به دلیل اندازهٔ کوچکشان به طور بالقوه بسیار ارزان هستند، و می‌توانند در گروه‌های بزرگ برای کاوش در محیط‌هایی که برای انسان‌ها یا روبات‌های بزرگ‌تر بسیار کوچک یا خطرناک است، استفاده شوند. انتظار می‌رود که میکروبات‌ها برای پیدا کردن بازماندگان زیر آوار بعد از زلزله به کار برده شوند. میکروبات‌ها نیرو یا قدرت محاسباتی چندانی ندارند، اما می‌توانند این کمبود را با تعداد زیادشان (ازدحام روباتیک) جبران کنند. مانند فناوری چاپ سه بعدی، میکروبات‌ها نسبت به تولید انبوه برای درست‌کردن اشیاء پیچیده به تعداد کم راه‌حل کارآمدتری هستند. این موضوع به خاطر این است که میکروبات‌ها می‌توانند بارها برای انجام کارهای متفاوت برنامه‌ریزی شوند. یکی از کاربردهای احتمالی میکروبات‌ها، کمک به تولید تعداد محدودی برد الکترونیکی برای ساختن نمونهٔ اولیه از دستگاه‌های الکترونیکی است. میکروبات‌ها می‌توانند کارگشای خوبی برای سر هم کردن دستگاه‌هایی که ترکیبی از قطعات الکترونیکی و نوری هستند، مانند رابط کابل فیبر نوری، باشد؛ چون از آنجایی که قطعات سیلیکونی و نوری نمی‌توانند هم‌زمان در کارخانه‌ها پردازش شوند، صنعت معمولاً برای سر هم کردن این قطعات از مونتاژ دستی استفاده می‌کند. یکی از روبات‌های ساخته شده در آزمایشگاه میکروروباتیک دانشگاه هاروارد، روباتی به نام RoboBee است که تنها ۱۰۰ میلی‌گرم وزن دارد و می‌تواند مانند یک زنبور پرواز کند و به هر سطحی بچسبد. این روبات می‌تواند به جای پهبادهای کوچک به کار گرفته شود و مدت بیشتری در هوا بماند.

درمجموع، میکروبات‌ها دنیای جدیدی از کاربردهای صنعتی، پزشکی و حتی سرگرمی را پیش روی انسان قرار خواهند داد، اما نمی‌توان از کاربردهای جاسوسی و مخرب این ربات‌های کوچک نیز چشم‌پوشی کرد.

### کاربرد در پزشکی
ساخت روبات‌های کوچک که می‌توانند در بدن انسان حرکت کنند و بیماری‌ها را تشخیص دهند و اعضای بدن را ترمیم کنند، همواره آرزوی داستان‌پردازان و دانشمندان بوده‌است. این آرزو در فیلم سفر شگفت‌انگیز (۱۹۶۶)، که در آن یک زیردریایی و خدمهٔ آن کوچک و وارد بدن یک دانشمند شدند تا لختهٔ خونی در مغز او را نابود کنند، به تصویر کشیده شده‌است. ریچارد فاینمن، برندهٔ جایزهٔ نوبل فیزیک، هم رؤیای مشابهی داشت. او در یکی از سخنرانی‌های خود در سال ۱۹۵۹، ایدهٔ دوستی را توصیف کرد که «جالب می‌شد اگر می‌توانستیم در عمل جراحی، جراح را قورت بدهیم». در راستای تحقق این رؤیا، مهندسان در سال ۲۰۰۱ یک دستگاه تشخیصی به نام PillCam را ابداع کردند. این دستگاه شامل یک منبع نور، یک دوربین، باتری، یک آنتن و یک فرستندهٔ رادیویی بود. هنگامی که دستگاه از دستگاه گوارش عبور می‌کرد، عکس‌هایی را به صورت بی‌سیم به یک کمربند که به بیمار بسته شده بود ارسال می‌کرد. سپس این عکس‌ها برای نشانه‌هایی از سرطان و بیماری‌های دیگر بررسی می‌شدند. هرچند PillCam برای بررسی دستگاه گوارش مناسب بود، اما برای بررسی اندام‌های دیگر زیادی بزرگ بود. یک میکروبات پزشکی واقعی باید بتواند خود را از بین یک شبکهٔ پیچیده از لوله‌های پر از مایع به بافت‌های نهان در بدن برساند؛ و از آنجایی که این روبات بسیار کوچک است، باید بتواند این کار را بدون یک موتور باتری‌دار انجام دهد.
علاوه بر این، میکروبات‌ها می‌توانند درون بدن یا بر روی پوست تعبیه شوند تا علایم حیاتی و سلامت فرد را پس از انجام عمل‌های جراحی سنگین به طور مستمر به اطلاع پزشک معالج برسانند تا در صورت بروز علایم خطرناک، در سریع‌ترین زمان ممکن اقدامات لازم برای پیشگیری از رخدادهای ناگوار انجام شود.
استفادهٔ اصلی میکروبات‌ها در پزشکی، درمان سرطان خواهد بود. داروهای درمان سرطان که امروزه به کار می‌روند، در کل بدن گردش می‌کنند و علاوه بر سلول‌های سرطانی، سلول‌های سالم را هم از بین می‌برند. می‌توانیم به وسیلهٔ میکروبات‌های قابل دفع، دارو را به تومور برسانیم و آن را آزاد کنیم. این روبات‌ها از میدان مغناطیسی یک دستگاه ام‌آرآی به عنوان منبع قدرت استفاده می‌کنند.

## سازمان جهانی اس‌آرآی
سازمان جهانی اس‌آرآی در حال توسعهٔ سکوی فناوری جدید برای کنترل هزاران میکروبات برای ساخت هوشمند سیستم‌های مجتمع است. این سکو که MicroFactory نام دارد همراه با برنامهٔ تولید آزاد DARPA، برای ساختن سازه‌های هوشمند به وسیلهٔ علم مکانیک با کارایی بالا استفاده می‌شود. فناوری استفاده شده در این سکو به عنوان سکوی تحقیقاتی نیز برای کشف کاربردهای جدید میکروبات‌ها به دانشگاه‌ها و محققان ارائه می‌شود. کاربردهای ممکن عبارتند از:
- راه‌حل‌های تولید انتخاب و جای
- نمونه‌سازی سریع قطعات با کیفیت بالا
- تولید قطعات الکترونیکی، مانند مدارهای الکترونیکی نوری و ترکیبی
- کاربردهای نظامی و فظایی، برای ساخت مدارهای الکترونیکی غیر سیلیکونی
- زیست‌فناوری، مانند میکروسیالات، آزمایشگاه روی یک تراشه، و تولید بافت
- انواع کاربردهای میکروخودکارسازی خارج از تولید، از جمله تجهیزات فشرده تشخیصی و بازرسی و دستگاه‌های نگهداری سطحی و ضد رسوب[۱۴]